# Дитрих, Евгений Иванович
Евгений Иванович Дитрих (род. 8 сентября 1973, Мытищи, Московская область) — российский государственный деятель, меценат, политик. Министр транспорта Российской Федерации с 18 мая 2018 по 9 ноября 2020 года. Действительный государственный советник Российской Федерации 1-го класса (2017).

## Образование
В 1996 году окончил Московский государственный инженерно-физический институт (с 2009 года — Национальный исследовательский ядерный университет «МИФИ») по специальности «Прикладная математика», в 1999 году — Высшую школу приватизации по специальности «Юриспруденция».
В 1999—2000 годы проходил профессиональную переподготовку в Российской государственной академии труда и занятости Минтруда России по программе «Оценочная деятельность», в 1999 году прошёл повышение квалификации в Государственном университете по землеустройству по программе «Оценка земельных и природных ресурсов, недвижимости и других активов бизнеса».

## Карьера
В 1995—1998 годах работал в Государственном комитете Российской Федерации по управлению государственным имуществом Российской Федерации (сейчас — Федеральное агентство по управлению государственным имуществом). Евгений Дитрих занимал в этом ведомстве должности советника, заместителя начальника, начальника отдела.
В 1998—2004 годах — заместитель начальника, начальник отдела, заместитель руководителя Департамента нормативно-методического обеспечения Министерства имущественных отношений Российской Федерации.
В 2004—2005 годах — заместитель директора Департамента Министерства экономического развития и торговли Российской Федерации.
В 2005—2012 годах — заместитель руководителя Федерального дорожного агентства.
В 2012—2015 годах — заместитель директора Департамента промышленности и инфраструктуры Правительства Российской Федерации.
С 20 июля по 12 октября 2015 года — руководитель Федеральной службы по надзору в сфере транспорта.

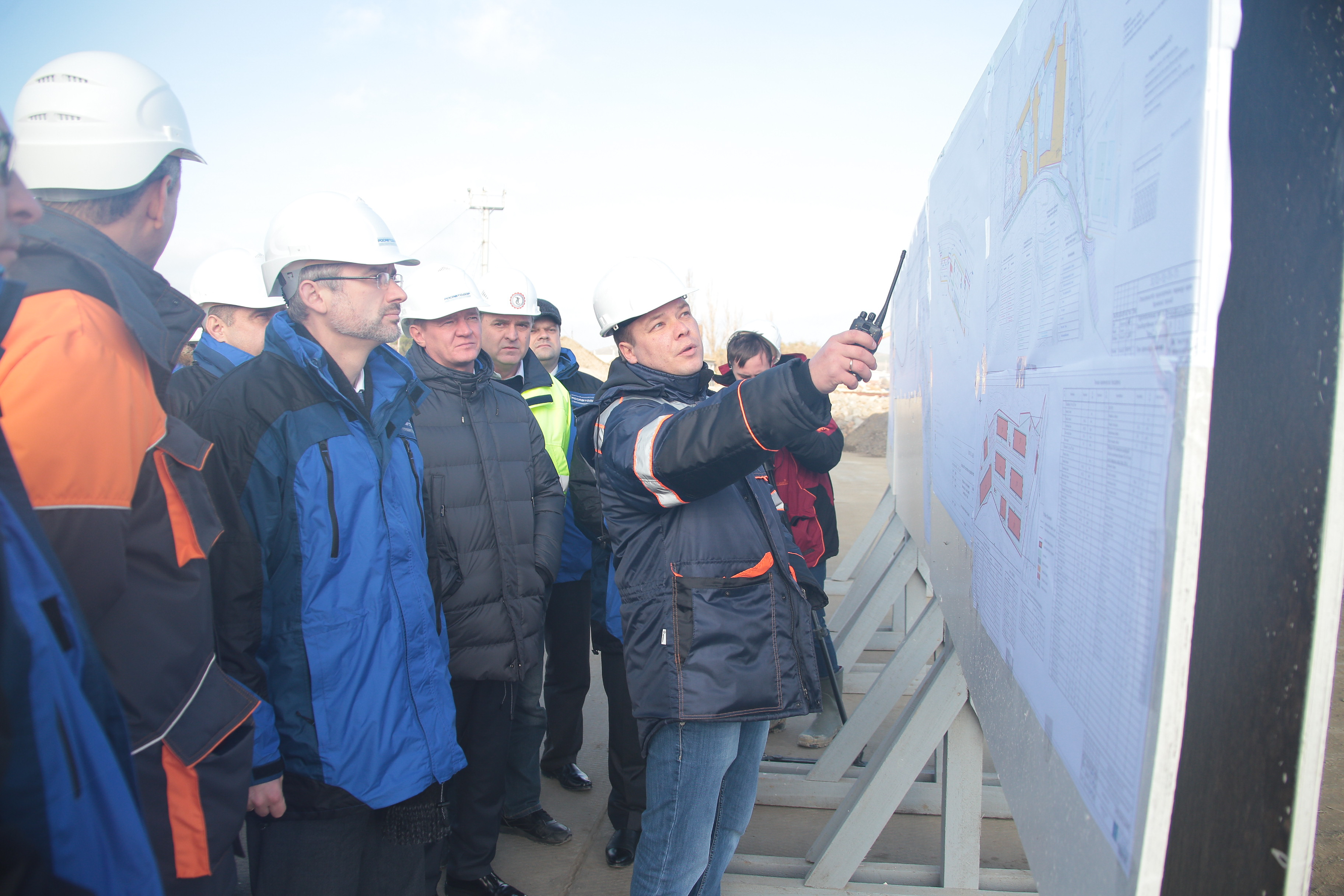
Инспектирование хода подготовки к строительству Крымского моста, декабрь 2015 года

С 12 октября 2015 по 22 мая 2018 года — первый заместитель министра транспорта Российской Федерации. Курировал вопросы дорожной отрасли, занимался внедрением принципов проектного управления, развитием государственно-частного партнёрства.
Являлся руководителем приоритетного проекта «Безопасные и качественные дороги», реализация которого началась в 38 крупнейших городских агломерациях страны в 2017 году. Главные задачи проекта: приведение улично-дорожной сети городских агломераций в нормативное состояние, сокращение количества мест концентрации ДТП. В результате первого года реализации проекта целевые показатели были перевыполнены.
18 мая 2018 года назначен министром транспорта Российской Федерации (в составе Правительства Российской Федерации, сформированного Дмитрием Медведевым).
18 мая 2018 года состоялось официальное представление нового министра коллективу ведомства. Дитрих обозначил ряд приоритетов отрасли на ближайшие годы, в числе которых решение задач, заявленных в Указе Президента Российской Федерации от 7 мая 2018 г. N 204 «О национальных целях и стратегических задачах развития Российской Федерации на период до 2024 года»:
- создание плана развития и модернизации магистральной транспортной инфраструктуры;
- реализация национального проекта по созданию безопасных и качественных автомобильных дорог.
8 декабря 2018 года на основании решения, принятого делегатами XVIII съезда политической партии «Единая Россия», был введён в состав Высшего совета партии.
Под руководством Дитриха разработан и запущен Комплексный план модернизации и расширения транспортной инфраструктуры. Усовершенствована внутренняя транспортная инфраструктура: открыты скоростная автомобильная дорога М11 «Нева», третья взлётно-посадочная полоса в аэропорту «Шереметьево», ряд новых центров управления воздушным движением. Улучшена логистика Крымского полуострова: завершено строительство Крымского моста, открыто движение по автодороге «Таврида» от Керчи до Севастополя.
После отставки правительства в январе 2020 года переназначен на должность министра в новом кабинете Михаила Мишустина 21 января 2020 года. Отправлен в отставку с поста министра транспорта 9 ноября 2020 года.
Впоследствии Дитриху было предложено назначение врио губернатора Белгородской области, от которого он отказался. 19 ноября 2020 года Правительство рекомендовало кандидатуру Евгения Дитриха на пост генерального директора АО «Государственная транспортная лизинговая компания» (ГТЛК), которое он возглавляет по настоящее время.
Во главе с Дитрихом ГТЛК оказала поддержку отечественным транспортным организациям в период пика пандемии COVID-19, снизив долговую нагрузку на них на 20 млрд рублей. В 2021 году компания начало активное строительство универсального порта «Лавна» в Мурманской области. В течение 2021 года была восстановлена прибыльность и доходность работы ГТЛК, о чем свидетельствуют результаты отчетности по МСФО. Также запущены процессы цифровой и ESG-трансформации компании, завершается подготовка Стратегии развития ГТЛК. ГТЛК присвоен национальный ESG-рейтинг на уровне ESG-III. В 2023 году одобрены Правительством РФ и запущены ГТЛК 4 масштабных инвестпроекта по обновлению городского пассажирского, воздушного и водного транспорта с использованием средств Фонда национального благосостояния (ФНБ). Совокупно по инвестпроектам будет заказано и поставлено в лизинг перевозчикам более 4,5 тыс. транспортных средств до 2028 года. В 2023 году также под руководством Евгения Дитриха был поставлен исторический рекорд компании по объему нового бизнеса в российском периметре - 225 млрд рублей. ГТЛК законтрактовала за 2023 год рекордное количество транспорта - 125 воздушных судов, 109 водных судов, 3260 единиц городской пассажирской техники, выбрав до половины объема внутрироссийского производства по сегментам.
С 2021 года член Бюро ЦС Общероссийской общественной организации "Союз машиностроителей России"

## Санкции
19 октября 2022 года, на фоне вторжения России на Украину, Дитрих внесён в санкционный список Украины как «Генеральный директор, член совета директоров ГТЛК, которая является юридическим лицом, финансово поддерживающим и получающим выгоду от правительства России, которое несёт ответственность за аннексию Крыма и дестабилизацию Украины».
12 апреля 2023 года Дитрих попал под санкции США, как лицо связанное с компанией ГТЛК, ранее попавшей под санкции США и стран Евросоюза.
23 июня 2023 года включён в санкционный список всех стран Евросоюза за действия которые подрывают или угрожают территориальной целостности, суверенитету и независимости Украины так как он «получает финансовую выгоду от правительства, а также предоставляет услуги в незаконно аннексированном Крыму и городе Севастополе».
1 марта 2024 года правительство Японии расширило санкционные списки в отношении России из-за ситуации на Украине, внеся туда 12 физических лиц и 36 организаций. Согласно опубликованному списку, персональные санкции, предусматривающие заморозку активов в случае их обнаружения, были введены, в частности, в отношении генерального директора Государственной транспортной лизинговой компании (ГТЛК) Евгения Дитриха.

## Семья
Женат, трое детей.

## Награды
- Благодарность Правительства Российской Федерации (14 ноября 2009) — за достигнутые трудовые успехи, многолетнюю добросовестную работу в транспортном комплексе России и в связи с 200-летием со дня образования Управления водяными и сухопутными сообщениями и учреждения Института корпуса инженеров путей сообщения[45]
- Нагрудный знак «Почётный работник транспорта России» (2014)[46]
- Благодарность Президента Российской Федерации (7 апреля 2017) — за большой вклад в реализацию проекта реконструкции и развития Московского центрального кольца[47]
- Орден Почёта (2017)
- Медаль «За вклад в укрепление обороны Российской Федерации» (Минобороны России, 2019)[48]
- Медаль «За вклад в развитие Евразийского экономического союза» (29 мая 2019, Высший Евразийский экономический совет)[49]
- Медали Министерства транспорта России «За безупречный труд и отличие» I и II степени[50]
- Нагрудный знак «Почётный дорожник России»[50]
- Медаль «За укрепление таможенного содружества» (Федеральная таможенная служба)[50]
- Медаль «За заслуги перед Республикой Карелия» (8 июня 2020) — за заслуги перед Республикой Карелия и её жителями, большой вклад в социально-экономическое развитие республики и активную работу в составе Государственной комиссии по подготовке к празднованию 100-летия образования Республикой Карелия[51]
- Знак отличия «За заслуги перед Воронежской областью» (13 июля 2020) — за большой личный вклад в развитие дорожной отрасли на территории Воронежской области
- Орден Александра Невского (15 марта 2021) — за достигнутые трудовые успехи и многолетнюю добросовестную работу[52]

## Классный чин
- Государственный советник Российской Федерации 1-го класса (15 февраля 2003)[53]
- Действительный государственный советник Российской Федерации 3-го класса (25 января 2009)[54]
- Действительный государственный советник Российской Федерации 2-го класса (24 марта 2011)[55]
- Действительный государственный советник Российской Федерации 1-го класса (7 ноября 2017)[56]